# دوين رولاند
دوين رولاند (بالإنجليزية: Duane Roland)‏ هو عازف قيثارة وموسيقي أمريكي، ولد في 3 ديسمبر 1953 في جيفرسونفيلي في الولايات المتحدة، وتوفي في 19 يونيو 2006 في سانت أوغسطين في الولايات المتحدة.

## وصلات خارجية
- دوين رولاند على موقع ميوزك برينز (الإنجليزية)
- دوين رولاند على موقع ديسكوغز (الإنجليزية)